# Exploração urbana

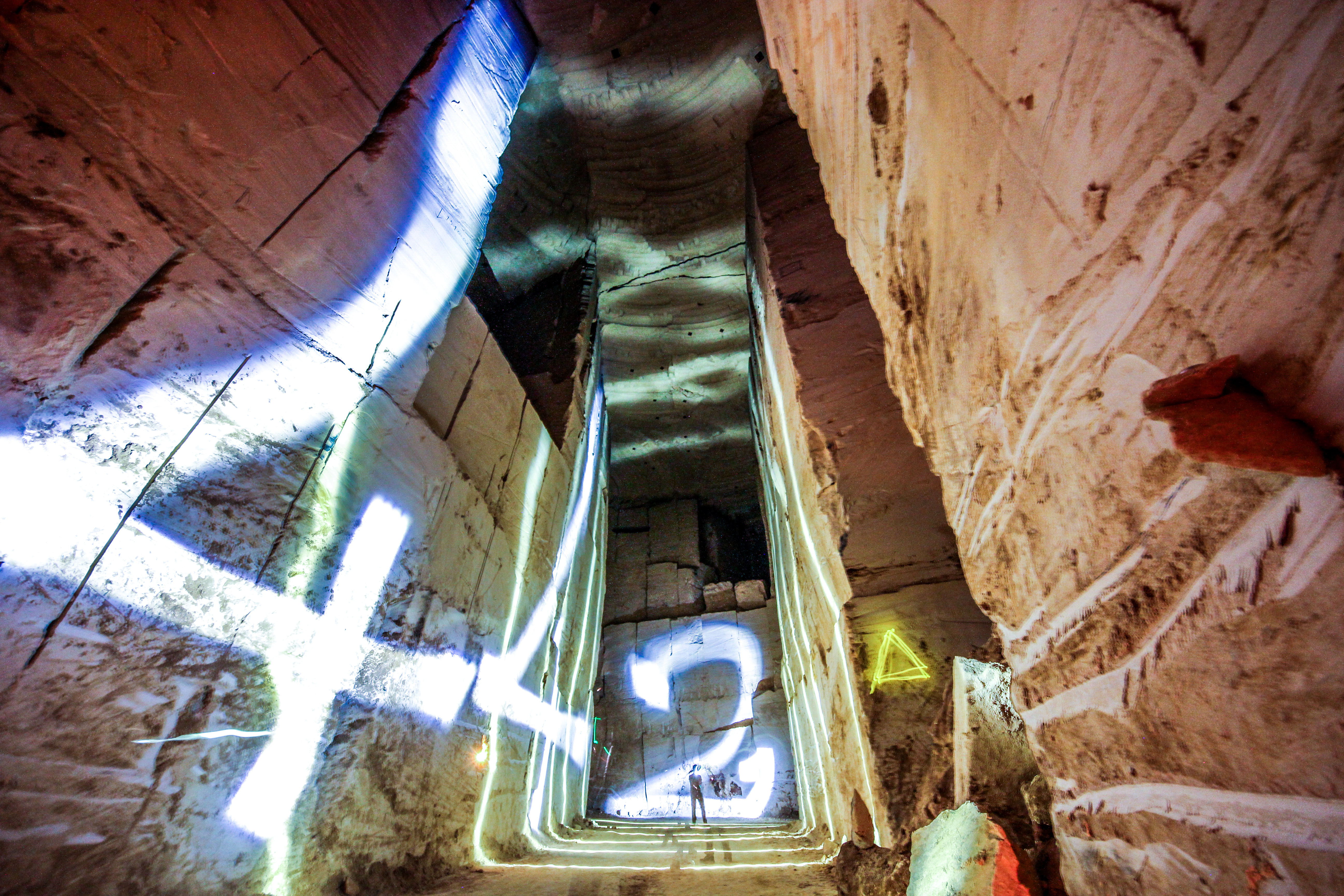
Pintura de Luz dentro de uma pedreira de calcário na França.

Exploração Urbana (do inglês urban exploration - abreviado para urbex), constantemente abreviado por EU, bexing, urbexing) e, por vezes, chamado de roof-and-tunnel hacking (invasão via telhado e túnel), consiste na exploração de estruturas construídas pelo homem, geralmente realizada em ruínas abandonadas e ambientes não frequentados no cotidiano (hospitais, fábricas, prédios, etc). A fotografia e o interesse/documentação histórica são características do hobby e, embora às vezes envolvam invasões a propriedades privadas, nem sempre é este o caso. Em alguns países, o Urbex também se refere a exploração de galerias pluviais (uma forma alternativa onde os túneis de ligação dos esgotos são explorados), escaladas urbanas, cavernas urbanas, escaladas de telhado (roof-topping) e invasões a locais em construção.
A natureza desta atividade apresenta diversos riscos, incluindo tanto o perigo físico quanto, se feito ilegalmente e/ou sem permissão, a possibilidade de prisão e punição. Algumas atividades associadas à exploração urbana violam leis locais ou regionais e certas leis antiterroristas amplamente interpretadas e podem ser consideradas como intrusão ou invasão de privacidade.

No Brasil, a prática em questão vem sendo cada vez mais difundida através dos anos, apesar de muitas das ruínas presentes em nosso país estarem servindo de abrigos para moradores de rua, usuários de entorpecentes, etc, o que aumenta o perigo das explorações.

## Locais de exploração

#### Locais abandonados

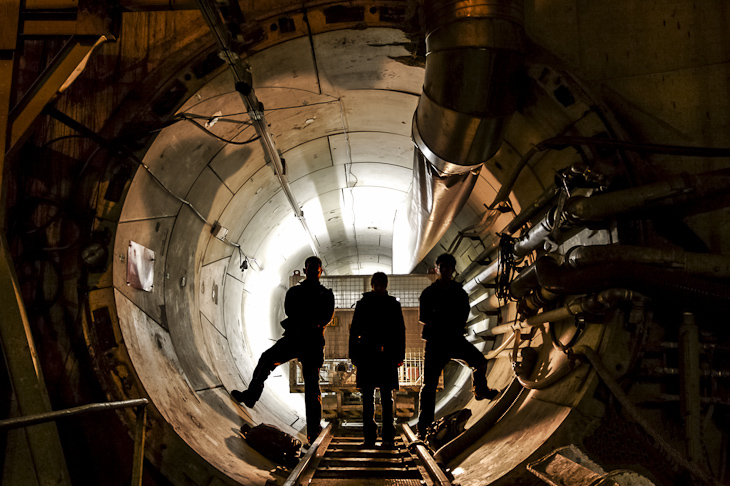
Exploradores urbanos na entrada de uma galeria técnico em construção, em Paris, França

Empreendimentos antigos que contenham estruturas abandonadas são, talvez, o exemplo mais comum de Urbex. Na maioria das vezes, os locais são precocemente invadidos por moradores / exploradores e sofrem grandes quantidades de Graffiti e outros atos de vandalismo. Embora os alvos de exploração variem de um país para outro, geralmente os locais que mais são visitados para prática de Urbex  incluem parques de diversões abandonados, elevadores, fábricas, usinas de energia, usinas de mísseis, abrigos de emergência, hospitais, asilos, escolas, casas, e sanatórios.
No Japão, os locais abandonados são conhecidos como “haikyo” (廃 虚) (tradução literal da palavra "ruínas"), porém o termo é um sinônimo da prática urbex. Haikyos são particularmente comuns no Japão devido à sua rápida industrialização (por exemplo, Hashima Island), aos danos durante a segunda Guerra Mundial, bolha imobiliária dos anos 80, e o de 2011 Tōhoku terremoto e tsunami.Haikyo
Muitos exploradores acham a deterioração dos espaços desabitados extremamente lindos. Já alguns também são fotógrafos freelancer, os quais documentam o que veem, como é o caso dos exploradores que documentam alguma infra-estrutura relacionada à antiga USSR.
Os locais abandonados também são populares entre historiadores, conservacionistas, arquitetos, arqueólogos, arqueólogos industriais e caçadores de fantasmas.

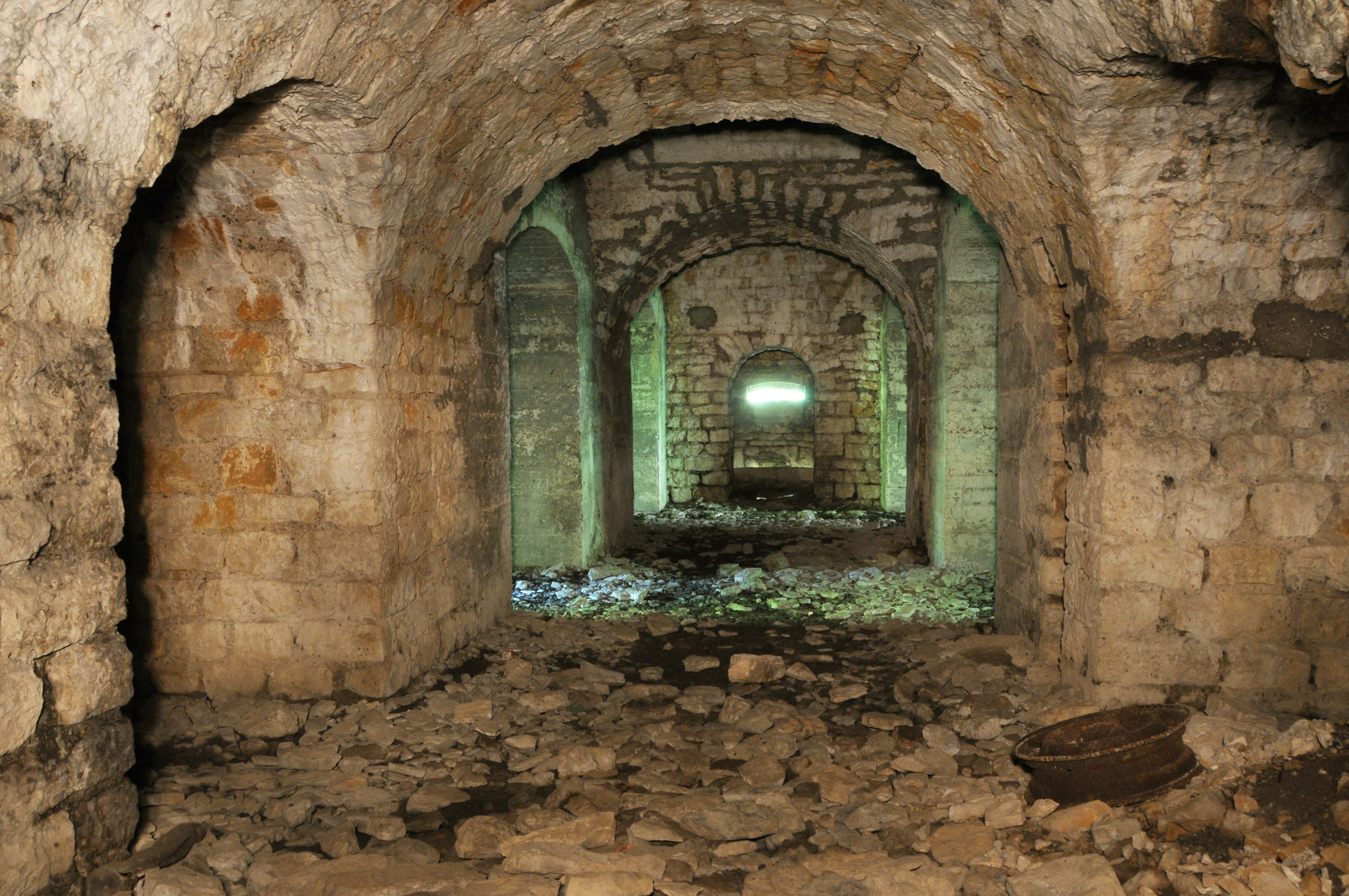
Ruínas Abandonadas de Salbert

#### Edifícios ativos
Outro aspecto da exploração urbana é a prática de explorar edifícios “ativos” (em uso) que incluem o acesso por vários meios a áreas protegidas ou "apenas para membros", salas mecânicas, telhados, salas de elevadores, pisos abandonados e outras partes normalmente não visitadas. Para esta prática, o termo "infiltração" é frequentemente associado. As pessoas que entram em áreas restritas podem estar cometendo transgressão, a qual pode resultar em processos.

#### "Catacumbas"

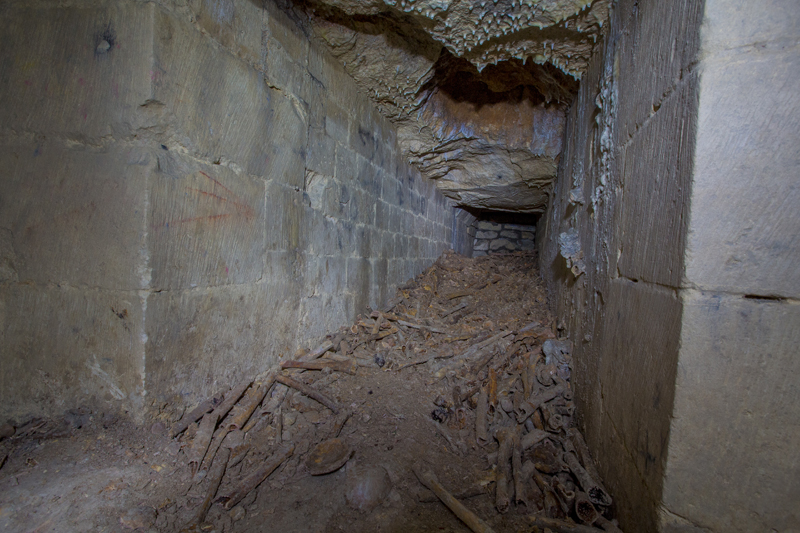
Catacumba (França)

As catacumbas, como as encontradas em Paris, Roma, Odessa e Napoli, foram investigadas por exploradores urbanos.As Minas de Paris, que compõem grande parte dos túneis subterrâneos que não estão abertos ao turismo foram consideradas como o "Santo Graal" por alguns devido à sua extensa natureza e história. Os exploradores desses espaços são conhecidos como “cataphiles”.

#### Escavações e esgotos

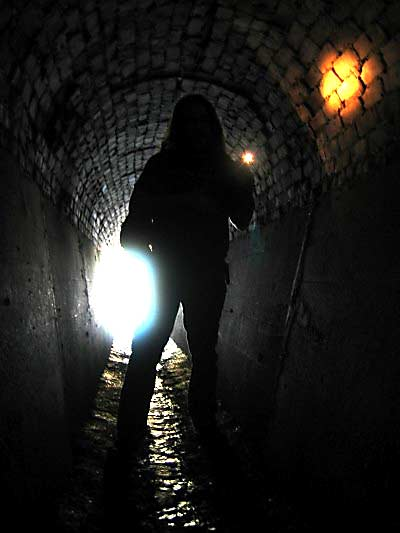
Saída de esgoto em Saint Paul, Minnesota

A entrada em galerias pluviais (em inglês “draining") é outra forma comum de exploração urbana. Os grupos dedicados à tarefa surgiram na Austrália, como o Cave Clan. O draining tem um conjunto especializado de regras, onde a primeira e mais importante é: "When it rains, no drains!" (“Quando chover, sem “drenagens! ”). Os perigos de ficar aprisionados, afogados ou mortos aumentam drasticamente durante uma forte chuva. 
Ainda na linha dos “drainers”, alguns destes exploradores fazem a entrada através dos esgotos sanitários pois, muitas vezes, eles são a única conexão com cavernas ou outros locais subterrâneos. Os esgotos estão entre os locais mais perigosos para exploração devido ao alto risco de intoxicação por acumulação de gases tóxicos (geralmente metano e sulfeto de hidrogênio).

#### Túneis

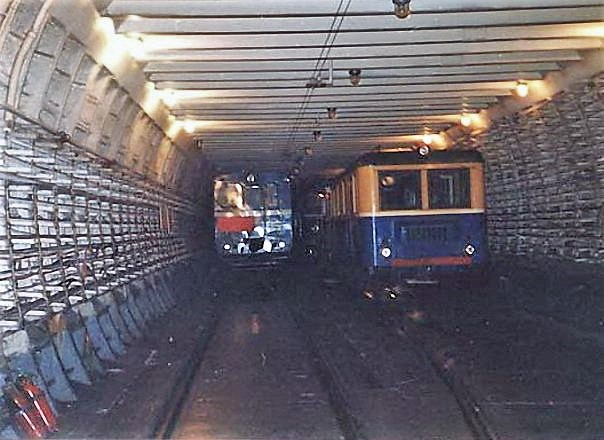
Trens Diesel em um túnel do Metro-2 - linha D6 em Moscow, Russia

A exploração de metrôs abandonados e ativos, túneis subterrâneos e estações ferroviárias é frequentemente considerada como invasão e pode resultar em processo devido as preocupações de segurança (além de cada país possuir suas leis). Como resultado, esse tipo de exploração raramente é divulgado. Uma importante exceção a isso é o metrô abandonado de Rochester em Nova York, a única cidade americana a ter um sistema de metrô abandonado, o qual era usado antigamente. O Metrô de Cincinnati , nos EUA  também é abandonado, mas nunca teve sua obra finalizada e nunca foi posto em serviço devido à crise econômica ocorrida na época.

#### Túneis de serviços públicos

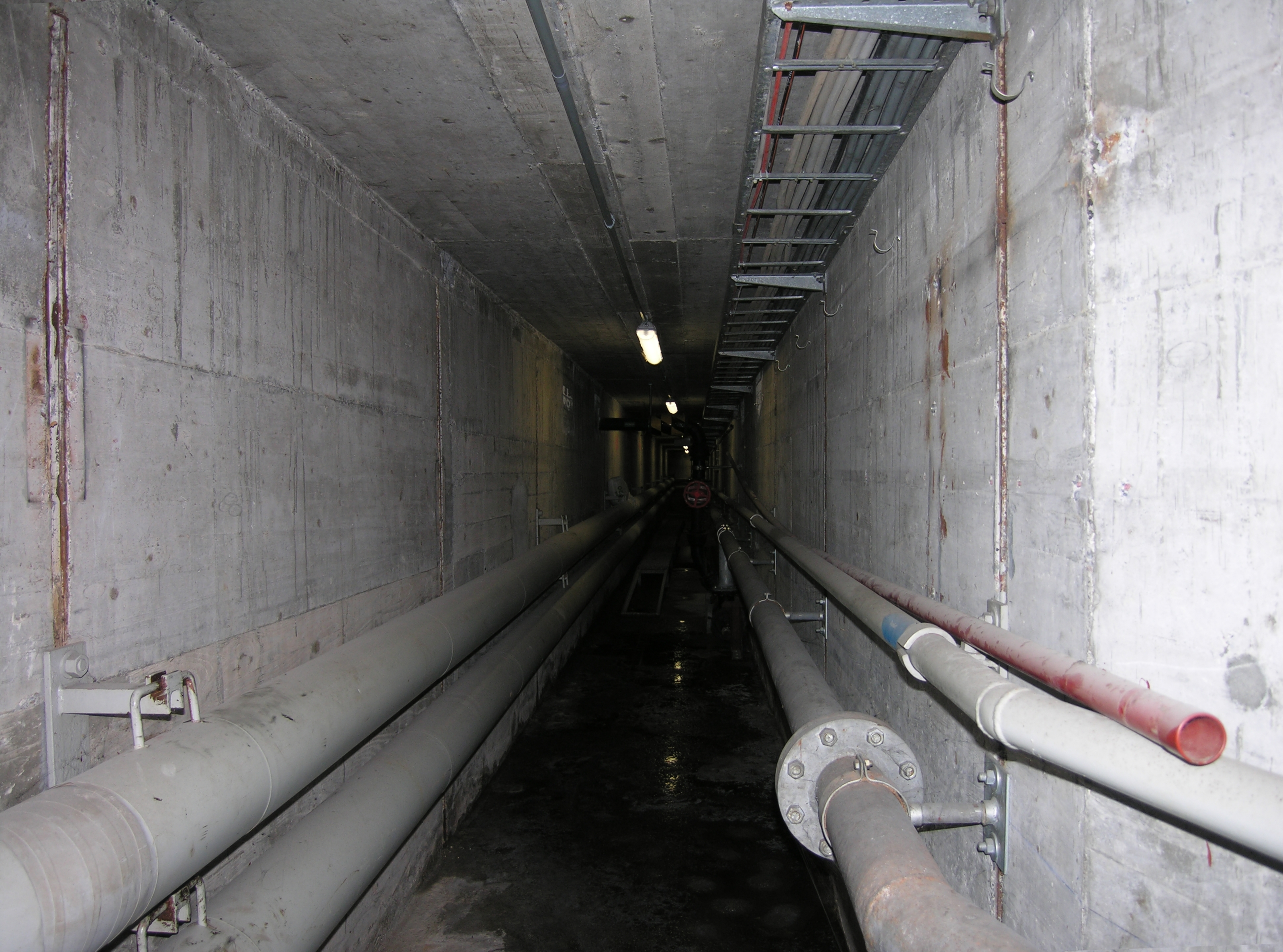
Túneis de serviços públicos no centro Zurique, Suíça

Universidades e outras grandes instituições, como hospitais, frequentemente distribuem um perigoso vapor superaquecido com fins de aquecimento ou arrefecimento de edifícios, cujos vapores são provenientes de uma usina de aquecimento central. Esses tubos geralmente são construídos através de túneis de serviços públicos, os quais são destinados a serem acessados apenas para fins de manutenção. No entanto, muitos destes “túneis de vapor”, especialmente aqueles construídos em campus universitários, são alvos de exploração por parte dos estudantes, quase como uma tradição. Esta prática já foi chamada "vadding" no Instituto de Tecnologia de Massachusetts, embora os alunos agora refiram-se como “roof-and-tunnel hacking” (invasão via telhado e túnel).
Alguns destes túneis possuem pisos de terra, pouca iluminação e temperaturas acima de 45 °C. Outros possuem pisos de concreto, luz brilhante e temperaturas mais moderadas. A maioria dos túneis de vapor tem grandes ventiladores de admissão para trazer o ar fresco e empurrar o ar quente para fora, porém, esses ventiladores podem começar sem aviso prévio. A maioria dos túneis ativos não contém amianto no ar, entretanto pode ser necessária proteção respiratória adequada devido a outros componentes tóxicos. Os exploradores experientes são muito cautelosos dentro de túneis de serviços ativos, já que estes podem expelir água quente ou vapor a partir de válvulas com vazamento ou para o  exaustão de alívio da pressão. Dentro de vários destes túneis ainda existem poças de água enlameada no chão, o que exige um cuidado especial dos exploradores devido ao risco de quedas perto dos tubos de vapor quente.
Os túneis citados foram protegidos fortemente nos últimos anos devido a utilização frequente destes para o transporte subterrâneo de cabos de rede de comunicações (internet, tv, etc) e o aumento das preocupações de segurança e responsabilidade devido ao seu risco de uso em atividades terroristas.

### Popularidade
O aumento da popularidade da exploração urbana pode ser atribuído ao também aumento da atenção da mídia. Alguns programas de televisão como o “Urban Explorers” no Discovery Channel, MTV's Fear, e as façanhas “Ghost Hunting” da The Atlantic Paranormal Society, mostraram o hobby para o público, tornando-o popular. O filme de ficção “After ...” (2006), um alucinante thriller nos metrôs subterrâneos de Moscou, apresenta exploradores urbanos apanhados em situações extremas. Conversas e exposições sobre a exploração urbana apareceram na quinta e sexta “Conferências Hackers” na Planet Earth, as quais foram complementadas com inúmeros artigos de jornal e entrevistas.
Outra fonte de informação foi a “Cities of the Underworld”, um documentário contendo três temporadas no History Channel, a partir de 2007. Esta série percorreu todo o mundo, mostrando estruturas subterrâneas pouco conhecidas em locais remotos, bem embaixo dos pés de habitantes das cidades.
Com o relativo aumento da popularidade do hobby, muito se tem discutido sobre o benefício da atenção extra para a exploração urbana como um todo. A regra tácita da exploração urbana é "não tirar nada além de fotografias, não deixar nada além de pegadas", mas devido à crescente popularidade, muitos indivíduos que podem ter outras intenções estão criando uma certa preocupação entre muitos proprietários de locais abandonados. 

### Segurança e legalidade
A exploração urbana é um hobby que possui uma série de perigos iminentes. Temos como exemplo as galerias pluviais que não são projetados para o acesso e uso humano (somente por funcionários especializados). As galerias estão constantemente sujeitas a inundações instantâneas e ainda há o perigo do ar tóxico. Já houve uma série de mortes em galerias pluviais, porém estas geralmente se dão durante as inundações, mas as vítimas normalmente não são exploradores urbanos.
Muitas antigas estruturas abandonadas apresentam riscos tais como estruturas instáveis, pisos inseguros, vidros quebrados, presença de substâncias químicas desconhecidas e outras substâncias nocivas (sobretudo amianto), tensão elétrica e riscos de aprisionamento em locais perigosos. Outros riscos incluem os cães de guarda de e os invasores hostis, muitas vezes moradores de rua e/ou usuários de entorpecentes. Alguns locais abandonados podem ser fortemente protegidos com detectores de movimento e patrulhas de segurança ativas, enquanto outros são mais facilmente acessíveis e trazem menos risco de descobrimento. 
O amianto é um risco para a saúde a longo prazo para os exploradores urbanos, juntamente com a respiração de contaminantes de fezes de aves secas, que podem causar uma condição conhecida como “pulmão de criador de pombo”, uma forma de pneumonia de hipersensível. Alguns exploradores urbanos utilizam máscaras contra poeira e respiradores afim de aliviar esse perigo. Alguns locais são usados ocasionalmente por usuários de substâncias químicas para recreação. Isto explica a imensa quantidade de agulhas de seringas já utilizadas e infectadas no percurso, como as que são comumente usadas com heroína.
A crescente popularidade desta atividade resultou não apenas em uma maior atenção dos exploradores, mas também dos vândalos e da lei. Os aspectos ilícitos da exploração urbana, que podem incluir transgressão e invasão, trouxeram consigo artigos críticos nos principais jornais de todo o mundo.
Na Austrália, o site do Sydney Cave Clan foi encerrado por advogados da Autoridade de Estradas e Tráfego de Nova Gales do Sul, depois destes terem explicado que o portal poderia "arriscar a segurança humana e ameaçar a segurança de sua infra-estrutura". Outro site pertencente à Bangor Explorers Guild foi criticado pela Polícia do Estado do Maine por um comportamento potencialmente encorajador que "poderia fazer com que alguém fosse ferido ou morto".  A Comissão de Trânsito de Toronto usou a Internet para tentar entender as explorações do túnel de metrô, chegando até para enviar pesquisadores para casas de vários exploradores.
Jeff Chapman, que escreveu Infiltration, declarou que os exploradores urbanos verdadeiros "nunca vandalizam, roubam ou danificam qualquer coisa". A emoção vem da "descoberta e de poder tirar algumas fotos agradáveis". Ainda muito raro de se ver, alguns exploradores têm solicitado a permissão de entrada antecipadamente a atividade.

### Documentação fotográfica
Muitos exploradores urbanos aderem à filosofia dos exploradores de cavernas e caminhantes ao ar livre: "Não tire mais que fotos, não deixe mais que pegadas." Alguns destes são fotógrafos especializados em documentar ruínas urbanas e cenas de decaimento industrial. Fotógrafos profissionais que trabalham neste campo incluem Julia Solis e Andrew L. Moore. Outros fotógrafos bem conhecidos, como Jan Saudek, usam os interiores de edifícios abandonados como cenários para suas obras figurativas e seus retratos. 
Kirill Oreshkin, com sede em Moscou, ganhou o apelido de "Spiderman russo" depois de publicar imagens de si mesmo no meio de acrobacias perigosas em alguns dos edifícios mais altos da Rússia. Oreshkin começou a escalar edifícios como hobby em 2008 e os vídeos de seus ascensões também foram publicados no YouTube.

#### Roof-topping (Cobertura de telhado)
O termo "cobertura de telhado" refere-se ao acesso a telhados para tirar fotografias do horizonte e os praticantes desta modalidade são conhecidos por “rooftoppers”. [14]
Em 25 de abril de 2017, em Toronto, a rooftopper Marisa Lazo solicitou ajuda aos bombeiros para que a salvassem de um guindaste de construção, a aproximadamente 12 andares e altura. 